# Bihari Mór (ügyvéd)
Bihari Mór, születési nevén Neumann Mór (Érkeserű, 1860. április 25. – Budapest, Terézváros, 1926. január 24.) ügyvéd, író, könyvkiadó.

## Élete
Neumann Sámuel kereskedő és Reismann Sára fiaként született. Középiskoláit Nagyváradon és Debrecenben végezte. Külföldi tanulmányútja után 1886-ban szerezte meg jogi végzettségét a Budapesti Tudományegyetemen. 1886-tól gyakorló ügyvéd volt Budapesten. Első művével (Cicero élet- és jellemrajza) elnyerte a debreceni városi kaszinó által a Kazinczy Ferenc születésének napjára kitűzött pályadíjat. Műve megjelent a Debreceni Kollégium Heti Közlönyében (1879). 1879-ben Budapestre költözött. Tarnóczy álnév alatt több költeménye jelent meg szépirodalmi lapokban és büntetőjogi közleményei jogi szaklapokban. 1898 és 1919 között a Comenius szabadkőműves páholy főmestere volt. 1920 után a pozsonyi Lessing páholy tagja lett. A Pesti Izraelita Hitközség elöljáró-helyettese volt.
A 20. század elején arra vállalkozott, hogy a korabeli folyóiratokból a fellelhető naplórészleteket, verseket és elbeszéléseket összegyűjtse Szendrey Júliától. A fellelt műveket – köztük huszonhat verset – jegyzetekkel ellátva 1909-ben jelentette meg két kötetben. Mivel Szendrey Júlia verseit azóta sem adták ki önálló könyv formájában, a verseket tartalmazó kötet máig a legteljesebb válogatásnak tekinthető.
Halálát agyvérzés okozta. Sírja a Kozma utcai izraelita temetőben található (16. parcella, 2. sor, 39. sír).

## Családja
Felesége Egerer Gizella (1862–?) volt, Egerer Sámuel orvos és Hirsch Johanna lánya, akit 1887. augusztus 28-án Budapesten vett nőül.
Fiai Bihari Imre (1888–1944) okleveles műépítész és Bihari Pál (1892–1940) kereskedő.

## Művei
- A czukoradó története Magyarországon. Jutalmazott pályamunka. Budapest, 1883 (különnyomat a Nemzetgazdasági Szemléből)
- Egy páholy történetéből (1900)
- Főmesteri székfoglaló (1901)
- Előadói tervezet a felállítandó központi járásbíróság tb. (Budapest, 1906)
- Szabadkőművesség és háború (1916)
- Szabadkőművesség és tart. katonatisztek (1918)